# Корсак
Корсак (Vulpes corsac) е хищен бозайник от семейство Кучеви.

## Физически характеристики
Лисицата е със сив до сиво-червен цвят. Тя има бяло под брадичката. Дължината на тялото е 50 – 60 cm, а опашката е с дължина 22 – 35 cm. Има малки зъби и широк череп. Върхът на опашката е черен. Гърбът е посивяло-червен на цвят. Ноктите на лисиците корсак са извити и това им помага да се катерят по дърветата.

## Разпространение
Видът обитава степни и полупустинни райони в Цетрална и североизточна Азия. Ареалът на обитание е широк и включва територии от северен Афганистан, североизточен Китай, Индия, Иран, Казахстан, Киргизстан, Монголия, Пакистан, Русия, Туркменистан и Узбекистан.

## Начин на живот и хранене
Корсакът е социално животно. Обитават дупки с множество входове и общи тунели. През студените месеци на годината няколко семейства зимуват заедно. В менюто на лисицата влизат различни малки бозайници, гущери и птици. Храни се още с различни плодове, насекоми и гризачи.

## Размножаване
Корсакът е моногамна лисица. Чифтосват се в периода януари – февруари, обикновено през нощта в дупките, които обитават. Бременността продължава 52 – 60 дена. Малките се раждат през март – април. Раждат се от 2 до 16 малки, обикновено 3 – 6. Малките са светлосиви и слепи, тежат около 60 грама и са с дължина 13 – 14 cm. Проглеждат на 14 – 16 ден, на около месец започват да консумират месо. На 4 – 5 месечна възраст достигат размерите на възрастните индивиди. Полова зрялост при тях настъпва на 9 – 10 месечна възраст. Предполага се, че в свободно състояние живеят около 6 години.